# Eugenia concolor
Eugenia concolor är en myrtenväxtart som beskrevs av Joáo Rodrigues de Mattos. Eugenia concolor ingår i släktet Eugenia och familjen myrtenväxter. Inga underarter finns listade i Catalogue of Life.